# Bulbophyllum saltatorium
Bulbophyllum saltatorium es una especie de orquídea epifita  originaria de  	 África. 

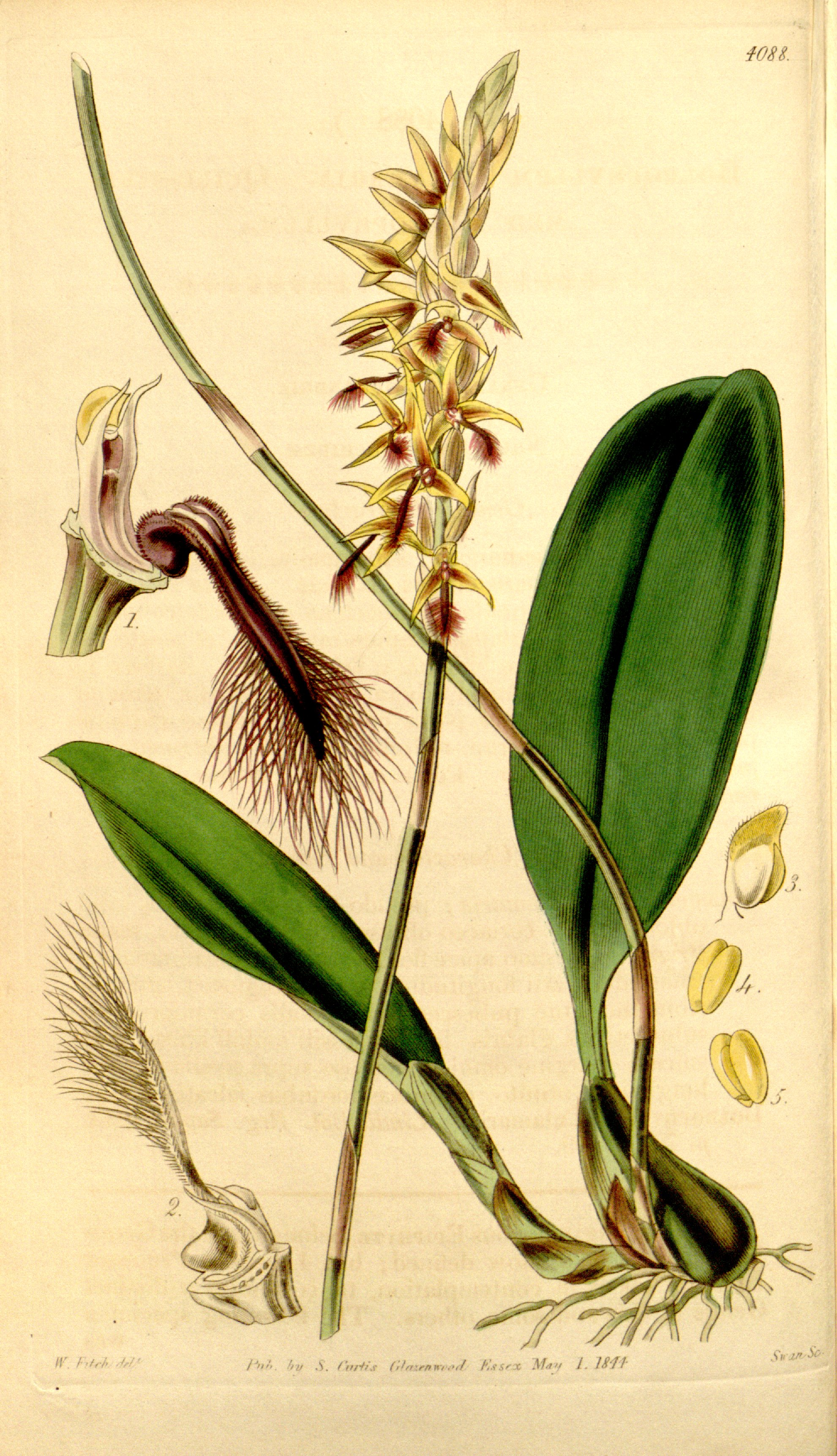
Ilustración

## Descripción
Es una orquídea de pequeño tamaño, con hábitos epifita y con pseudobulbos orbiculares a ovoides que llevan una sola hoja, apical, elíptica a lanceolada,  gruesa y correosa. Florece en una inflorescencia péndular, de 2,5 a 82,5 cm de largo, con unas pocas a muchas flores en un racimo que tiene una apertura simultánea  en el invierno.

## Distribución y hábitat
Se encuentra en Ghana, Costa de Marfil, Liberia, Nigeria, Sierra Leona, Camerún, República del Congo, Guinea Ecuatorial, Gabón, islas del Golfo de Guinea, República Centroafricana, Zaire, Ruanda, Angola y Uganda   en los bosques de tierras bajas por debajo de 900 metros. 

## Cultivo
Muy similar a Bulbophyllum barbigerum en plantas y flores. Esta especie crece en temperaturas calientes y necesita una humedad sostenida media a alta humedad, sombra parcial y buena circulación de aire.
Esta especie y Bulbophyllum tremulum son bastante similares, pero la diferenciación se produce por los pétalos lineales y glabros de esta especie frente a los pétalos elíptico-ovados y ciliados de B tremulum.

## Taxonomía
Bulbophyllum saltatorium fue descrita por John Lindley   y publicado en Edwards's Botanical Register 23: t. 1970. 1837.
Etimología
Bulbophyllum: nombre genérico que se refiere a la forma de las hojas que es bulbosa.
saltatorium: epíteto latino que significa "danzante".
Variedades aceptadas
- Bulbophyllum saltatorium var. albociliatum (Finet) J.J.Verm.
- Bulbophyllum saltatorium var. calamarium (Lindl.) J.J.Verm.

Sinonimia
- Bulbophyllum alinae Szlach.
- Bulbophyllum saltatorium var. saltatorium
- Phyllorchis saltatoria (Lindl.) Kuntze
- Phyllorkis saltatoria (Lindl.) Kuntze[4][5]